# Captura del Mar Cantábrico
La captura del Mar Cantábrico fue una acción naval llevada a cabo durante la Guerra Civil Española por el crucero Canarias de la Armada del bando sublevado que el 8 de marzo de 1937, en aguas del cabo Mayor en la costa cantábrica, abordó y apresó al mercante Mar Cantábrico que transportaba material de guerra para la República desde Estados Unidos. Tras su captura fue transformado en crucero auxiliar del bando sublevado.

## Viaje a Estados Unidos
El Mar Cantábrico fue incautado por el gobierno de la República en julio de 1936 en el puerto de Valencia donde se encontraba en el momento de producirse el golpe de Estado en España de julio de 1936 y fue utilizado en principio como barco prisión. Al mes siguiente participó como transporte de tropas en la fracasada operación del desembarco de Mallorca.
Poco después el Mar Cantábrico recibió la orden de viajar a Nueva York para recoger un cargamento de armamento y material de aviación por un valor de casi tres millones de dólares que fueron pagados a la compañía Vimalert de Jersey City, que posiblemente era una empresa fantasma soviética (según el corresponsal de The Times llevaría 11 aviones, 32 cocinas de campaña, y alimentos y ropa). En ese momento Estados Unidos mantenía una política de no intervención, pero solo tenía fuerza moral sobre sus ciudadanos, no legal, algo que estaba a punto de cambiar porque el Senado había aprobado el 6 de enero de 1937 una ley una de cuyas consecuencias sería la prohibición de enviar remesas de armas a España. Cuando la ley entró en vigor dos días después, el 8 de enero, el Mar Cantábrico ya había zarpado. Hace escala en el puerto de Veracruz donde completa carga, partiendo hacia España el 19 de febrero de 1937.

## La captura

### Localización por los sublevados
La derrota, la fecha y el lugar de la llegada del buque no se mantuvieron en secreto porque los diversos mensajes que envió el ministro de Marina y Aire Indalecio Prieto al presidente del gobierno vasco José Antonio Aguirre avisándole de que el barco llegaría a Santander el 5 o el 6 de marzo, primero, y luego el 8 de marzo, además de decirle qué claves llevaba y dándole detalles del cargamento, fueron interceptados por los sublevados. También es posible que los sublevados conociesen el rumbo por lo que les hubieran dicho los oficiales del destructor José Luis Díez que habían desertado en Burdeos después de la batalla del cabo Machichaco del 5 de marzo de 1937.
La Segunda Sección de Estado Mayor de la Comandancia General de Baleares disponía de un Negociado de Información cuyo técnico era el teniente Baltasar Nicolau Bordoy. Durante la guerra civil consiguieron descifrar, al menos, cuarenta y cuatro claves y códigos. Un par ("Victoria" y "Bocho") tienen que ver con la captura del "Mar Cantábrico".

"...La eficaz labor del Negociado de Información de Palma de Mallorca, seguramente sujeto entonces a la supervisión del capitán de Estado Mayor Enrique Puig Guardiola, permitió que con la transcripción de las claves "Victoria" y "Bocho"  fuera conocida por los sublevados la fase postrera de la derrota del "Mar Cantábrico" entre los puertos de Veracruz y Santander. Para el acomodo de fechas téngase en cuenta que el "Canarias", con el exclusivo propósito de capturar al mercante, modificó su emprendido rumbo al estrecho de Gibraltar, y regresó al golfo de Vizcaya en virtud de una orden radiada al inicio de la madrugada del 4 de marzo, es decir, resultado de una decisión del mando tomada el día 3...".

### Abordaje
De Ferrol había salido el Crucero Canarias al mando del capitán de navío Salvador Moreno Fernández, con la misión de interceptar al mercante Mar Cantábrico.

"...La flota nacional procedió a establecer el dispositivo de caza: seis bous  de la Flotilla de Ribadeo formarían un barrera  en el meridiano de la Estaca de Bares; el patrullero Galerna y el crucero auxiliar Ciudad de Palma se mantendrían frente a los puertos franceses, el primero a las alturas de Saint Nazaire y el segundo ante la isla de Ouessant; tres bous  de la Flotilla de Pasajes dibujarían una barrera al NNW, de este puerto, orientada al 330ª, fuera de la cual cruzaría el destructor Velasco; el crucero auxiliar Ciudad de Valencia vigilaría la entrada a Gijón y el acorazado España la de Santander, ambos a salvo de las vistas desde tierra, e idéntica misión desempeñaría el crucero Canarias frente a Bilbao. Como puede verse, la totalidad de la flota nacional en el Cantábrico quedaba involucrada en la captura de la motonave;  pero, además, se destacaban los cruceros Baleares y Almirante Cervera al estrecho de Gibraltar para cubrir la posibilidad de que ésta tratara de atravesarlo en demanda de los puertos del Mediterráneo o recalara en Casablanca..."
Artemio Mortera, Lucas Molina y Rafael Permuy.

Durante el viaje de vuelta a España el Mar Cantábrico adoptó el nombre de un mercante inglés, el Adda, para intentar sortear el bloqueo naval organizado por la flota nacional. Pero el 8 de marzo de 1937 fue parado por el crucero nacional Canarias, sospechando que se trataba del Mar Cantábrico. Entonces el supuesto Adda hizo una llamada de SOS y acudieron un grupo de destructores británicos en su ayuda, pero pronto se descubrió el engaño (entre otras razones por el deficiente inglés utilizado en sus transmisiones, con graves errores gramaticales incluidos). Así el falso Adda fue abordado y conducido por el "Canarias" al puerto de Ferrol. Una semana después el engaño del Mar Cantábrico fue objeto de debate en la Cámara de los Comunes del Parlamento británico.